# The Long Run (singolo)
The Long Run è un singolo del gruppo musicale statunitense Eagles, pubblicato nel 1979.

## Tracce
1. The Long Run – 3:42 (Henley, Frey)
2. The Disco Strangler – 2:46 (Felder, Henley, Frey)

## Formazione
- Glenn Frey - voce, chitarra acustica
- Joe Walsh - chitarra elettrica, cori
- Timothy B. Schmit - basso, cori
- Don Henley - batteria, percussioni, cori
- Don Felder - chitarra elettrica

## Classifiche
| Classifica                       | Posizione migliore |
| -------------------------------- | ------------------ |
| Billboard Canadian Singles Chart | 9                  |
| Canadian Adult Contemporary      | 9                  |
| RIANZ                            | 30                 |
| Official Singles Chart           | 66                 |
| Billboard Hot 100                | 8                  |